# 중국계 칠레인
중국계 칠레인(스페인어: Sino-Chilenos; 중국어: 智利华人)은 조상이 중국에서 온 칠레 시민이다. 다른 남미 국가 및 칠레의 다른 스페인계 이민자들에 비해 상대적으로 낮은 존재감을 가지고 있다. 칠레에 사는 중국인 인구의 대부분은 광둥성 출신이다. 칠레에는 2만 명 이상의 중국인이 살고 있는 것으로 추정된다.  중국 이민자들은 중화인민공화국(중국 대륙)과 중화민국(대만) 양쪽에서 온다.

## 이민
1950년대에서 1960년대 사이에는 남아메리카의 자본주의 때문에 노동력에 대한 수요가 높았다. 이러한 인력 수요는 또한 많은 중국인들이 일 때문에 남아메리카로 오게 되었고, 이는 1950년대와 1960년대의 중국인들의 엄청난 증가를 설명해준다. 이 이민은 태평양 전쟁에도 존재했고, 중국인들은 전쟁 노력에 참여하기 위해 페루와 칠레로 이주했다. 전쟁이 칠레의 승리로 끝난 후, 페루 사람들도 칠레에 정착했다. 이것은 전쟁의 피해로 인해 지원되었고 그들은 기반 시설의 건설을 위해 일하거나 공장 안에서만 일할 수 있었다.

## 역사
태평양 전쟁(1879년~1883년)에서 1,200명에서 1,500명 사이의 페루의 중국인 노동자들이 칠레 측에 지원을 제공했고, 따라서 전쟁이 끝날 때 칠레로 갔다.
오늘날 칠레에 사는 중국인들은 주로 무역과 식당일을 한다. 산티아고에서는 수입업자, 슈퍼마켓, 미니마켓, 쇼핑몰(산티아고 센트로, 에스타시온 센트럴과 같은 쇼핑센터)을 포함한 많은 중국 현지 사업체를 볼 수 있지만, 차이나타운은 대부분 아시아계(대부분 중국인, 한국인, 대만인) 이민자, 틈새 사업체, 산티아고 슈퍼마켓 등이 몰려 있는 파트로나토 인근을 제외하고는 한 곳에 집중되어 있지 않다.